# Galles-Irlande en rugby à XV
Cet article retrace les confrontations entre l'équipe du pays de Galles et l'équipe d'Irlande en rugby à XV.
Les deux équipes se sont affrontées à 134 reprises dont trois fois en Coupe du monde. Les Gallois l'ont emporté 70 fois contre 57 fois pour les Irlandais et sept matchs nuls.

## Historique
La première confrontation a lieu le 28 janvier 1882 à Dublin. Le pays de Galles participe à la première coupe du monde en 1987, il joue dans la poule B avec l'Irlande, les Tonga et le Canada. Le premier match est le sommet entre les Verts et les Rouges, il voit la victoire des coéquipiers de Paul Thorburn et Jonathan Davies 13-6. 
L'Irlande est dans les années 2000 systématiquement un candidat à la victoire dans le Tournoi des Six Nations. Elle bat donc régulièrement le pays de Galles (cinq victoires consécutives entre 2001 et 2004). C'est un phénomène très récent. L'Irlande a le moins bon palmarès de toutes les nations du Tournoi des Cinq Nations et donc le pays de Galles dominait plus souvent l'Irlande. 

## Confrontations
Confrontations entre l'équipe du pays de Galles de rugby à XV et l'équipe d'Irlande de rugby à XV
| No  | Date             | Lieu                                             | Match            | Score   | Compétition                           |
| --- | ---------------- | ------------------------------------------------ | ---------------- | ------- | ------------------------------------- |
| 1   | 28 janvier 1882  | Lansdowne Road, Dublin, Irlande                  | Irlande – Galles | 0 – 2   | Test match                            |
| 2   | 12 avril 1884    | Arms Park, Cardiff, Pays de Galles               | Galles – Irlande | 1 – 0   | Tournoi                               |
| 3   | 12 mars 1887     | Birkenhead, Angleterre                           | Irlande – Galles | 0 – 1   | Tournoi                               |
| 4   | 3 mars 1888      | Lansdowne Road, Dublin, Irlande                  | Irlande – Galles | 2 – 0   | Tournoi                               |
| 5   | 2 mars 1889      | St Helens, Swansea, Pays de Galles               | Galles – Irlande | 0 – 2   | Tournoi                               |
| 6   | 1er mars 1890    | Lansdowne Road, Dublin, Irlande                  | Irlande – Galles | 3 – 3   | Tournoi                               |
| 7   | 7 mars 1891      | Stradey Park, Llanelli, Pays de Galles           | Galles – Irlande | 6 – 4   | Tournoi                               |
| 8   | 5 mars 1892      | Lansdowne Road, Dublin, Irlande                  | Irlande – Galles | 9 – 0   | Tournoi                               |
| 9   | 11 mars 1893     | Stradey Park, Llanelli, Pays de Galles           | Galles – Irlande | 2 – 0   | Tournoi                               |
| 10  | 19 mars 1894     | Ballynafeigh, Belfast, Irlande                   | Irlande – Galles | 3 – 0   | Tournoi                               |
| 11  | 16 mars 1895     | Arms Park, Cardiff, Pays de Galles               | Galles – Irlande | 5 – 3   | Tournoi                               |
| 12  | 14 mars 1896     | Lansdowne Road, Dublin, Irlande                  | Irlande – Galles | 8 – 4   | Tournoi                               |
| 13  | 19 mars 1898     | Thomond Park, Limerick, Irlande                  | Irlande – Galles | 3 – 11  | Tournoi                               |
| 14  | 18 mars 1899     | Arms Park, Cardiff, Pays de Galles               | Galles – Irlande | 0 – 3   | Tournoi                               |
| 15  | 17 mars 1900     | Balmoral Showground, Belfast, Irlande            | Irlande – Galles | 0 – 3   | Tournoi                               |
| 16  | 16 mars 1901     | St Helens, Swansea, Pays de Galles               | Galles – Irlande | 10 – 9  | Tournoi                               |
| 17  | 8 mars 1902      | Lansdowne Road, Dublin, Irlande                  | Irlande – Galles | 0 – 15  | Tournoi                               |
| 18  | 14 mars 1903     | Arms Park, Cardiff, Pays de Galles               | Galles – Irlande | 18 – 0  | Tournoi                               |
| 19  | 12 mars 1904     | Balmoral Showground, Belfast, Irlande            | Irlande – Galles | 14 – 12 | Tournoi                               |
| 20  | 11 mars 1905     | St Helens, Swansea, Pays de Galles               | Galles – Irlande | 10 – 3  | Tournoi                               |
| 21  | 10 mars 1906     | Balmoral Showground, Belfast, Irlande            | Irlande – Galles | 11 – 6  | Tournoi                               |
| 22  | 9 mars 1907      | Arms Park, Cardiff, Pays de Galles               | Galles – Irlande | 29 – 0  | Tournoi                               |
| 23  | 14 mars 1908     | Balmoral Showground, Belfast, Irlande            | Irlande – Galles | 5 – 11  | Tournoi                               |
| 24  | 13 mars 1909     | St Helens, Swansea, Pays de Galles               | Galles – Irlande | 18 – 5  | Tournoi                               |
| 25  | 12 mars 1910     | Lansdowne Road, Dublin, Irlande                  | Irlande – Galles | 3 – 19  | Tournoi                               |
| 26  | 11 mars 1911     | Arms Park, Cardiff, Pays de Galles               | Galles – Irlande | 16 – 0  | Tournoi                               |
| 27  | 9 mars 1912      | Balmoral Showground, Belfast, Irlande            | Irlande – Galles | 12 – 5  | Tournoi                               |
| 28  | 8 mars 1913      | St Helens, Swansea, Pays de Galles               | Galles – Irlande | 16 – 13 | Tournoi                               |
| 29  | 14 mars 1914     | Balmoral Showground, Belfast, Irlande            | Irlande – Galles | 3 – 11  | Tournoi                               |
| 30  | 13 mars 1920     | Arms Park, Cardiff, Pays de Galles               | Galles – Irlande | 28 – 4  | Tournoi                               |
| 31  | 12 mars 1921     | Balmoral Showground, Belfast, Irlande du Nord    | Irlande – Galles | 0 – 6   | Tournoi                               |
| 32  | 11 mars 1922     | St Helens, Swansea, Pays de Galles               | Galles – Irlande | 11 – 5  | Tournoi                               |
| 33  | 10 mars 1923     | Lansdowne Road, Dublin, État libre d'Irlande     | Irlande – Galles | 5 – 4   | Tournoi                               |
| 34  | 8 mars 1924      | Arms Park, Cardiff, Pays de Galles               | Galles – Irlande | 10 – 13 | Tournoi                               |
| 35  | 14 mars 1925     | Ravenhill Stadium, Belfast, Irlande du Nord      | Irlande – Galles | 19 – 3  | Tournoi                               |
| 36  | 13 mars 1926     | St Helens, Swansea, Pays de Galles               | Galles – Irlande | 11 – 8  | Tournoi                               |
| 37  | 12 mars 1927     | Lansdowne Road, Dublin, État libre d'Irlande     | Irlande – Galles | 19 – 9  | Tournoi                               |
| 38  | 10 mars 1928     | Arms Park, Cardiff, Pays de Galles               | Galles – Irlande | 10 – 13 | Tournoi                               |
| 39  | 9 mars 1929      | Ravenhill Stadium, Belfast, Irlande du Nord      | Irlande – Galles | 5 – 5   | Tournoi                               |
| 40  | 8 mars 1930      | St Helens, Swansea, Pays de Galles               | Galles – Irlande | 12 – 7  | Tournoi                               |
| 41  | 14 mars 1931     | Ravenhill Stadium, Belfast, Irlande du Nord      | Irlande – Galles | 3 – 15  | Tournoi                               |
| 42  | 12 mars 1932     | Arms Park, Cardiff, Pays de Galles               | Galles – Irlande | 10 – 12 | Tournoi                               |
| 43  | 11 mars 1933     | Ravenhill Stadium, Belfast, Irlande du Nord      | Irlande – Galles | 10 – 5  | Tournoi                               |
| 44  | 10 mars 1934     | St Helens, Swansea, Pays de Galles               | Galles – Irlande | 13 – 0  | Tournoi                               |
| 45  | 9 mars 1935      | Ravenhill Stadium, Belfast, Irlande du Nord      | Irlande – Galles | 9 – 3   | Tournoi                               |
| 46  | 14 mars 1936     | Arms Park, Cardiff, Pays de Galles               | Galles – Irlande | 3 – 0   | Tournoi                               |
| 47  | 3 avril 1937     | Ravenhill Stadium, Belfast, Irlande du Nord      | Irlande – Galles | 5 – 3   | Tournoi                               |
| 48  | 12 mars 1938     | St Helens, Swansea, Pays de Galles               | Galles – Irlande | 11 – 5  | Tournoi                               |
| 49  | 11 mars 1939     | Ravenhill Stadium, Belfast, Irlande du Nord      | Irlande – Galles | 0 – 7   | Tournoi                               |
| 50  | 29 mars 1947     | St Helens, Swansea, Pays de Galles               | Galles – Irlande | 6 – 0   | Tournoi                               |
| 51  | 13 mars 1948     | Ravenhill Stadium, Belfast, Irlande du Nord      | Irlande – Galles | 6 – 3   | Tournoi                               |
| 52  | 12 mars 1949     | St Helens, Swansea, Pays de Galles               | Galles – Irlande | 0 – 5   | Tournoi                               |
| 53  | 11 mars 1950     | Ravenhill Stadium, Belfast, Irlande du Nord      | Irlande – Galles | 3 – 6   | Tournoi                               |
| 54  | 10 mars 1951     | Arms Park, Cardiff, Pays de Galles               | Galles – Irlande | 3 – 3   | Tournoi                               |
| 55  | 8 mars 1952      | Lansdowne Road, Dublin, Irlande                  | Irlande – Galles | 3 – 14  | Tournoi                               |
| 56  | 14 mars 1953     | St Helens, Swansea, Pays de Galles               | Galles – Irlande | 5 – 3   | Tournoi                               |
| 57  | 13 mars 1954     | Lansdowne Road, Dublin, Irlande                  | Irlande – Galles | 9 – 12  | Tournoi                               |
| 58  | 12 mars 1955     | Arms Park, Cardiff, Pays de Galles               | Galles – Irlande | 21 – 3  | Tournoi                               |
| 59  | 10 mars 1956     | Lansdowne Road, Dublin, Irlande                  | Irlande – Galles | 11 – 3  | Tournoi                               |
| 60  | 9 mars 1957      | Arms Park, Cardiff, Pays de Galles               | Galles – Irlande | 6 – 5   | Tournoi                               |
| 61  | 15 mars 1958     | Lansdowne Road, Dublin, Irlande                  | Irlande – Galles | 6 – 9   | Tournoi                               |
| 62  | 14 mars 1959     | Arms Park, Cardiff, Pays de Galles               | Galles – Irlande | 8 – 6   | Tournoi                               |
| 63  | 12 mars 1960     | Lansdowne Road, Dublin, Irlande                  | Irlande – Galles | 9 – 10  | Tournoi                               |
| 64  | 11 mars 1961     | Arms Park, Cardiff, Pays de Galles               | Galles – Irlande | 9 – 0   | Tournoi                               |
| 65  | 17 novembre 1962 | Lansdowne Road, Dublin, Irlande                  | Irlande – Galles | 3 – 3   | Tournoi                               |
| 66  | 9 mars 1963      | Arms Park, Cardiff, Pays de Galles               | Galles – Irlande | 6 – 14  | Tournoi                               |
| 67  | 7 mars 1964      | Lansdowne Road, Dublin, Irlande                  | Irlande – Galles | 6 – 15  | Tournoi                               |
| 68  | 13 mars 1965     | Arms Park, Cardiff, Pays de Galles               | Galles – Irlande | 14 – 8  | Tournoi                               |
| 69  | 12 mars 1966     | Lansdowne Road, Dublin, Irlande                  | Irlande – Galles | 9 – 6   | Tournoi                               |
| 70  | 11 mars 1967     | Arms Park, Cardiff, Pays de Galles               | Galles – Irlande | 0 – 3   | Tournoi                               |
| 71  | 9 mars 1968      | Lansdowne Road, Dublin, Irlande                  | Irlande – Galles | 9 – 6   | Tournoi                               |
| 72  | 8 mars 1969      | Arms Park, Cardiff, Pays de Galles               | Galles – Irlande | 24 – 11 | Tournoi                               |
| 73  | 14 mars 1970     | Lansdowne Road, Dublin, Irlande                  | Irlande – Galles | 14 – 0  | Tournoi                               |
| 74  | 13 mars 1971     | Arms Park, Cardiff, Pays de Galles               | Galles – Irlande | 23 – 9  | Tournoi                               |
| 75  | 10 mars 1973     | Arms Park, Cardiff, Pays de Galles               | Galles – Irlande | 16 – 12 | Tournoi                               |
| 76  | 2 février 1974   | Lansdowne Road, Dublin, Irlande                  | Irlande – Galles | 9 – 9   | Tournoi                               |
| 77  | 15 mars 1975     | Arms Park, Cardiff, Pays de Galles               | Galles – Irlande | 32 – 4  | Tournoi                               |
| 78  | 21 février 1976  | Lansdowne Road, Dublin, Irlande                  | Irlande – Galles | 9 – 34  | Tournoi                               |
| 79  | 15 janvier 1977  | Arms Park, Cardiff, Pays de Galles               | Galles – Irlande | 25 – 9  | Tournoi                               |
| 80  | 4 mars 1978      | Lansdowne Road, Dublin, Irlande                  | Irlande – Galles | 16 – 20 | Tournoi                               |
| 81  | 3 février 1979   | Arms Park, Cardiff, Pays de Galles               | Galles – Irlande | 24 – 21 | Tournoi                               |
| 82  | 15 mars 1980     | Lansdowne Road, Dublin, Irlande                  | Irlande – Galles | 21 – 7  | Tournoi                               |
| 83  | 21 février 1981  | Arms Park, Cardiff, Pays de Galles               | Galles – Irlande | 9 – 8   | Tournoi                               |
| 84  | 23 janvier 1982  | Lansdowne Road, Dublin, Irlande                  | Irlande – Galles | 20 – 12 | Tournoi                               |
| 85  | 5 mars 1983      | Cardiff Pays de Galles                           | Galles – Irlande | 23 – 9  | Tournoi                               |
| 86  | 4 février 1984   | Lansdowne Road, Dublin, Irlande                  | Irlande – Galles | 9 – 18  | Tournoi                               |
| 87  | 16 mars 1985     | Cardiff Pays de Galles                           | Galles – Irlande | 9 – 21  | Tournoi                               |
| 88  | 15 février 1986  | Lansdowne Road, Dublin, Irlande                  | Irlande – Galles | 12 – 19 | Tournoi                               |
| 89  | 4 avril 1987     | Cardiff Pays de Galles                           | Galles – Irlande | 11 – 15 | Tournoi                               |
| 90  | 24 mars 1987     | Westpac Stadium, Wellington Nouvelle-Zélande     | Irlande – Galles | 6 – 13  | Coupe du monde (poule B)              |
| 91  | 5 mars 1988      | Lansdowne Road, Dublin, Irlande                  | Irlande – Galles | 9 – 12  | Tournoi                               |
| 92  | 4 février 1989   | Cardiff Pays de Galles                           | Galles – Irlande | 13 – 19 | Tournoi                               |
| 93  | 24 mars 1990     | Lansdowne Road, Dublin, Irlande                  | Irlande – Galles | 14 – 8  | Tournoi                               |
| 94  | 16 février 1991  | Cardiff Pays de Galles                           | Galles – Irlande | 21 – 21 | Tournoi                               |
| 95  | 18 janvier 1992  | Lansdowne Road, Dublin, Irlande                  | Irlande – Galles | 15 – 16 | Tournoi                               |
| 96  | 6 mars 1993      | Cardiff Pays de Galles                           | Galles – Irlande | 14 – 19 | Tournoi                               |
| 97  | 5 février 1994   | Lansdowne Road, Dublin, Irlande                  | Irlande – Galles | 15 – 17 | Tournoi                               |
| 98  | 18 mars 1995     | Cardiff, Pays de Galles                          | Galles – Irlande | 12 – 16 | Tournoi                               |
| 99  | 4 juin 1995      | Ellis Park Stadium, Johannesburg, Afrique du Sud | Irlande – Galles | 24 – 23 | Coupe du monde (poule C)              |
| 100 | 2 mars 1996      | Lansdowne Road, Dublin, Irlande                  | Irlande – Galles | 30 – 17 | Tournoi                               |
| 101 | 1er février 1997 | Cardiff Pays de Galles                           | Galles – Irlande | 25 – 26 | Tournoi                               |
| 102 | 21 mars 1998     | Lansdowne Road, Dublin, Irlande                  | Irlande – Galles | 21 – 30 | Tournoi                               |
| 103 | 20 février 1999  | Cardiff Pays de Galles                           | Galles – Irlande | 23 – 29 | Tournoi                               |
| 104 | 1er avril 2000   | Lansdowne Road, Dublin, Irlande                  | Irlande – Galles | 19 – 23 | Tournoi                               |
| 105 | 13 octobre 2001  | Millennium Stadium, Cardiff, Pays de Galles      | Galles – Irlande | 6 – 36  | Tournoi                               |
| 106 | 3 février 2002   | Lansdowne Road, Dublin, Irlande                  | Irlande – Galles | 54 – 10 | Tournoi                               |
| 107 | 22 mars 2003     | Millennium Stadium, Cardiff, Pays de Galles      | Galles – Irlande | 24 – 25 | Tournoi                               |
| 108 | 16 août 2003     | Lansdowne Road, Dublin, Irlande                  | Irlande – Galles | 35 – 12 | Test match                            |
| 109 | 22 février 2004  | Lansdowne Road, Dublin, Irlande                  | Irlande – Galles | 36 – 15 | Tournoi                               |
| 110 | 19 mars 2005     | Millennium Stadium, Cardiff, Pays de Galles      | Galles – Irlande | 32 – 20 | Tournoi                               |
| 111 | 26 février 2006  | Lansdowne Road, Dublin, Irlande                  | Irlande – Galles | 31 – 5  | Tournoi                               |
| 112 | 4 février 2007   | Millennium Stadium, Cardiff, Pays de Galles      | Galles – Irlande | 9 – 19  | Tournoi                               |
| 113 | 8 mars 2008      | Croke Park, Dublin, Irlande                      | Irlande – Galles | 12 – 16 | Tournoi                               |
| 114 | 21 mars 2009     | Millennium Stadium, Cardiff, Pays de Galles      | Galles – Irlande | 15 – 17 | Tournoi                               |
| 115 | 13 mars 2010     | Croke Park, Dublin, Irlande                      | Irlande – Galles | 27 – 12 | Tournoi                               |
| 116 | 12 mars 2011     | Millennium Stadium, Cardiff, Pays de Galles      | Galles – Irlande | 19 – 13 | Tournoi                               |
| 117 | 8 octobre 2011   | Westpac Stadium, Wellington, Nouvelle-Zélande    | Irlande – Galles | 10 – 22 | Coupe du monde (quart de finale)      |
| 118 | 5 février 2012   | Aviva Stadium, Dublin, Irlande                   | Irlande – Galles | 21 – 23 | Tournoi                               |
| 119 | 2 février 2013   | Millennium Stadium, Cardiff, Pays de Galles      | Galles – Irlande | 22 – 30 | Tournoi                               |
| 120 | 8 février 2014   | Aviva Stadium, Dublin, Irlande                   | Irlande – Galles | 26 – 3  | Tournoi                               |
| 121 | 14 mars 2015     | Millennium Stadium, Cardiff, Pays de Galles      | Galles – Irlande | 23 – 16 | Tournoi                               |
| 122 | 8 août 2015      | Millennium Stadium, Cardiff, Pays de Galles      | Galles – Irlande | 21 – 35 | Test match                            |
| 123 | 29 août 2015     | Aviva Stadium,Dublin, Irlande                    | Irlande – Galles | 10 – 16 | Test match                            |
| 124 | 7 février 2016   | Aviva Stadium, Dublin, Irlande                   | Irlande – Galles | 16 – 16 | Tournoi                               |
| 125 | 10 mars 2017     | Millennium Stadium, Cardiff, Pays de Galles      | Galles – Irlande | 22 – 9  | Tournoi                               |
| 126 | 24 février 2018  | Aviva Stadium, Dublin, Irlande                   | Irlande – Galles | 37 – 27 | Tournoi                               |
| 127 | 16 mars 2019     | Millennium Stadium, Cardiff, Pays de Galles      | Galles – Irlande | 25 – 7  | Tournoi                               |
| 128 | 31 août 2019     | Millennium Stadium, Cardiff, Pays de Galles      | Galles – Irlande | 17 – 22 | Test match                            |
| 129 | 7 septembre 2019 | Aviva Stadium, Dublin, Irlande                   | Irlande – Galles | 19 – 10 | Test match                            |
| 130 | 8 février 2020   | Aviva Stadium, Dublin, Irlande                   | Irlande – Galles | 24 – 14 | Tournoi                               |
| 131 | 13 novembre 2020 | Aviva Stadium, Dublin, Irlande                   | Irlande – Galles | 32 – 9  | Coupe d'automne des nations (poule A) |
| 132 | 7 février 2021   | Millennium Stadium, Cardiff, Pays de Galles      | Galles – Irlande | 21 – 16 | Tournoi                               |
| 133 | 5 février 2022   | Aviva Stadium, Dublin, Irlande                   | Irlande – Galles | 29 – 7  | Tournoi                               |
| 134 | 4 février 2023   | Millennium Stadium, Cardiff, Pays de Galles      | Galles – Irlande | 10 – 34 | Tournoi                               |
| 135 | 24 février 2024  | Aviva Stadium, Dublin, Irlande                   | Irlande – Galles | 31 – 7  | Tournoi                               |
| 136 | 22 février 2025  | Millennium Stadium, Cardiff, Pays de Galles      | Galles – Irlande | 18 – 27 | Tournoi                               |